# 連邦警察 (映画)
『連邦警察』（The FBI Story）は1959年のアメリカ合衆国の映画。監督と製作はマーヴィン・ルロイ。ジェームズ・ステュアート主演。
日本では初公開された際、優秀映画鑑賞会と警察庁の推薦映画であった。

## キャスト
| 役名                  | 俳優                     | 日本語吹替 | 日本語吹替 |
| 役名                  | 俳優                     | NHK版      | NET版      |
| --------------------- | ------------------------ | ---------- | ---------- |
| チップ                | ジェームズ・ステュアート | 家弓家正   | 浦野光     |
| ルーシー              | ヴェラ・マイルズ         | 藤波京子   | 武藤礼子   |
| サム                  | マーレイ・ハミルトン     | 村越伊知郎 | 寺島幹夫   |
| ジョン                | ニック・アダムス         |            | 納谷六朗   |
| ジョージ              | ラリー・ペンネル         | 納谷六朗   |            |
| J・エドガー・フーバー | 本人                     |            |            |

- NHK版：初回放送1969年11月1日『劇映画』[3]
- NET版：初回放送1974年5月25日『日曜洋画劇場』

## スタッフ
- 監督・製作：マーヴィン・ルロイ
- 原作：ドン・ホワイトヘッド
- 脚本：ジョン・ツイスト、リチャード・L・ブリーン
- 撮影：ジョセフ・バイロック
- 編集：フィリップ・W・アンダーソン
- 音楽：マックス・スタイナー